# Makito Hatanaka
Makito Hatanaka (født 7. juni 1996) er en japansk fodboldspiller, som spiller for den japanske fodboldklub Gainare Tottori.